# Spomenik Petru Snačiću na Miljevcima
Spomenik Petru Snačiću kip je posvećen hrvatskome kralju Petru Snačiću u Miljevcima. Rad je kipara Kažimira Hraste.
Spomenik se nalazi na vrhu Visovačke brine u Nacionalnome parku Krka.
Podignut je 2002. godine povodom proslave 900. obljetnice pogibije Petra Snačića.

## Komentari
Spomenik su komentirali kipar Kuzma Kovačić i Igor Zidić, bivši predsjednik Matice hrvatske.
Prema Kovačićevim riječima:
Zidić je izjavio: